# 土川美和子
土川 美和子（つちかわ みわこ、1969年6月5日 -）は愛知県出身の日本の柔道家。身長155cm。現役時代は56kg級の選手。

## 人物
桜丘高校1年の時に全国高校選手権60kg級の準決勝で京都商業高校2年の小林貴子に判定で敗れて3位だった。2年の時には全国高校選手権の56kg級で優勝を飾った。また、この年から3年連続で体重別で3位に入った。1988年に筑波大学に入学すると、2年の時には正力杯の決勝で大学の1年後輩である立野千代里に敗れて2位だった。強化選手選考会では決勝で柳川高校2年の松永真理子を破って、シニアの全国大会初優勝を飾った。4年の時には体重別の決勝で立野に敗れた。強化選手選考会でも決勝でミキハウスの薮下めぐみに敗れて2位だった。1992年にはコマツの所属となった。その後階級を52kg級に下げると、1994年のハンガリー国際では決勝でオーストリアの選手と対戦すると、大内刈を堪えて寝技に引き込んだところを一本と判断されてしまい2位にとどまった。

## 主な戦績
- 1986年 - 全国高校選手権 3位(60kg級)
- 1986年 - 体重別 3位
- 1987年 - 全国高校選手権 優勝
- 1987年 - 体重別 3位
- 1988年 - 体重別 3位
- 1989年 - 正力杯 2位(61kg級)
- 1989年 - 強化選手選考会 優勝
- 1990年 - ブルガリア国際 3位
- 1991年 - 体重別 2位
- 1991年 - 強化選手選考会 2位
- 1994年 - ハンガリー国際 2位(52kg級)

(出典、JudoInside.com)